# Apiarius von Sicca
Apiarius war ein christlicher Priester aus dem nordafrikanischen Sicca Veneria. Er stand im Mittelpunkt der sogenannten Apiarius-Affäre, die in den Jahren zwischen 418 und 426 zu heftigen Auseinandersetzungen zwischen der afrikanischen Kirche und dem römischen Papsttum führte, das in dieser Zeit versuchte, seine führende Stellung in der katholischen Kirche auszuweiten.

## Vorgeschichte
Apiarius wurde wahrscheinlich zu Beginn des Jahres 418 von dem ihm vorgesetzten Bischof Urban von Sicca wegen seines Anstoß erregenden Lebenswandels exkommuniziert. Er wandte sich jedoch nach Rom an Papst Zosimus, um seine Strafe aufheben oder mildern zu lassen. Etwa zur gleichen Zeit, vielleicht auch in Reaktion auf dieses Vorgehen des Apiarius, hatte ein Konzil der afrikanischen Kirche am 1. Mai 418 ausdrücklich untersagt, dass Kleriker vom Range eines Priesters oder geringer in Streitfällen ad transmarinum, also an den römischen Bischof appellieren.

## Erste päpstliche Intervention
Ebenso wie sein Vorgänger Papst Innozenz I. war auch Zosimus bemüht, die Vormachtstellung des römischen Bischofs über die Gesamtkirche zu erweitern. So hatte er sich auch schon zuvor im Konflikt um die Kleriker Caelestius und Pelagius gegen die nordafrikanische Kirche gestellt, wenngleich er in diesem Falle dem Widerstand nachgegeben hatte. Nun suchte er erneut den Konflikt, indem er sich zum Fürsprecher des Apiarius machte und drei Gesandte, darunter Faustinus von Potenza, nach Afrika schickte. Sie führten ein Schreiben des Papstes mit sich, in dem er unter Verweis auf vermeintlich nicäische Kanones die Anrufung Roms durch einen Presbyter für rechtens erklärte und forderte, Apiarius wieder in den Priesterstand einzusetzen. Zudem drohte er dem Bischof von Sicca mit der Exkommunikation, wenn er sich seinen Anordnungen widersetze.
Im Falle des Apiarius zeigten die afrikanischen Bischöfe zunächst Entgegenkommen. Er durfte weiterhin Priester bleiben, wurde jedoch aus Sicca entfernt. Urban versprach wie verlangt Besserung, wo immer sie nötig wäre.
Die angeführten Texte des Konzils von Nicäa dagegen riefen bei den afrikanischen Bischöfen Ablehnung hervor, regelten sie doch eindeutig das Recht nur von Bischöfen, an Rom zu appellieren und dasjenige von Presbytern, die benachbarten Bischöfe anzurufen. Der vorliegende Fall war damit gar nicht eingeschlossen.
Zudem konnten sie in ihren eigenen Exemplaren der nicäischen Beschlüsse die Bestimmungen, auf die der Papst sich berief, nicht wiederfinden. Man werde, so antworteten sie daher an Zosimus, Abschriften der originalen Beschlüsse aus Nicäa anfordern und diese prüfen.

## Synode von Karthago 419
Dies geschah nach einer weiteren Synode in Karthago am 26. Mai 419. Wie sich herausstellte, waren es tatsächlich Beschlüsse des Konzils von Serdica, die der Papst als nicäisch ausgegeben hatte. Auf dieser Synode wiesen die Bischöfe denn auch die Forderung der römischen Gesandten zurück, dem Papst die Entscheidung über die Rechtmäßigkeit der vorgelegten Texte zu überlassen. Ausdrücklich wurde es Geistlichen bis hin zu den Presbytern nochmals verboten, sich in Streitfragen an Gerichte jenseits des Meeres zu wenden.
Unmissverständlich bestimmte man:

„Ad transmarinum autem qui putaverit appellandum, a nullo intra eadem provincia in communione suscipiatur.“

„Wer aber glaubt, dass er an Gerichte in überseeischen Gebieten appellieren dürfe, soll von niemandem in Afrika in die Gemeinschaft aufgenommen werden.“

Nach Abschluss der Verhandlungen verfassten sie einen Brief an den Papst, nach Zosimus' Tod war es nun Bonifatius I., in dem sie sich in scharfer Form gegen die Einmischung des römischen Bischofs verwahrten und über das anmaßende Verhalten seiner Gesandten beschwerten.

## Zweite päpstliche Intervention
Einige Jahre später, 424 oder 425, war es wieder Apiarius, der Anlass zu einer neuen Konfrontation zwischen der nordafrikanischen und der römischen Kirche gab. Wiederum wurde er, der nun in Thabraca lebte, von einer Synode aufgrund seines Lebenswandels exkommuniziert, wieder rief er den Papst – mittlerweile war es Coelestin I. – um Hilfe an, und wiederum schickte dieser Faustinus als Gesandten, um auf einer Synode den Fall zu klären.

## Synode von Karthago 424/425
Als die Verhandlungen nach drei Tagen, während derer Apiarius nach langem Leugnen seine Fehler eingestand, beendet waren, verfassten die afrikanischen Bischöfe einen in äußerst scharfer Form gehaltenen Brief, in dem sie sich für die Zukunft sowohl römische Gesandtschaften verbaten als auch die Annahme transmariner Appelle durch den Papst.
Das Schreiben, das nach seinem Beginn als Optaremus Brief bekannt geworden ist, besteht ohne diplomatische Rücksichtnahme auf der Eigenständigkeit der afrikanischen Kirchengerichtsbarkeit. Es endet mit dem Ausdruck der Hoffnung, sich mit dem Gesandten Faustinus nicht noch einmal auseinandersetzen zu müssen:

„Nam de fratre nostro Faustino ... securi sumus, quod cum probitate ac moderatione tuae sanctitatis salva fraterna caritas ulterius in Africa minime sustinere patiatur.“

„Was aber unseren Bruder Faustinus betrifft, ... so sind wir sicher, dass vermöge der Rechtlichkeit und dem maßvollen Sinn Deiner Heiligkeit - unbeschadet der brüderlichen Liebe - Afrika von nun an von ihm verschont bleibt.“

Die sogenannte Apiarius-Affäre blieb auch deshalb lange in Erinnerung, weil einige der einschlägigen Dokumente in das Corpus canonum Africano-Romanum aufgenommen wurden.